# Hartzviller
 Hartzviller  es una comuna      y población de Francia, en la región de Lorena, departamento de Mosela, en el distrito y cantón de Sarrebourg.
Su población en el censo de 1999 era de 871 habitantes.
Está integrada en la Communauté de communes de la Vallée de la Bièvre .

## Demografía
| 785 | 853 | 899 | 913 | 849 | 871 |
| Para los censos de 1962 a 1999 la población legal corresponde a la población sin duplicidades (Fuente: INSEE [Consultar]) |     |     |     |     |     |